# Europees kampioenschap handbal vrouwen 2004
Het 6de Europees kampioenschap handbal vrouwen vond plaats van 9 december tot 19 december 2004 in Hongarije. Zestien landenteams namen deel aan de strijd om de Europese titel. Titelverdediger Denemarken moest genoegen nemen met de tweede plaats in de eindrangschikking.

## Eerste groepsfase

### Groep A
De wedstrijden in deze groep vonden plaats in Debrecen.
| Land      | Wed | W | G | V | DV | DT |     | Ptn |
| --------- | --- | - | - | - | -- | -- | --- | --- |
| Noorwegen | 3   | 3 | 0 | 0 | 83 | 71 | 12  | 6   |
| Oekraïne  | 3   | 2 | 0 | 1 | 77 | 74 | 3   | 4   |
| Spanje    | 3   | 1 | 0 | 2 | 71 | 72 | −1  | 2   |
| Tsjechië  | 3   | 0 | 0 | 3 | 60 | 74 | −14 | 0   |

| 9 december  | Noorwegen | 27 – 24 | Oekraïne  |
| 9 december  | Tsjechië  | 18 – 19 | Spanje    |
| 11 december | Spanje    | 25 – 26 | Noorwegen |
| 11 december | Oekraïne  | 25 – 20 | Tsjechië  |
| 12 december | Noorwegen | 30 – 22 | Tsjechië  |
| 12 december | Oekraïne  | 28 – 27 | Spanje    |

### Groep B
De wedstrijden in deze groep vonden plaats in Zalaegerszeg.
| Land                 | Wed | W | G | V | DV | DT  |     | Ptn |
| -------------------- | --- | - | - | - | -- | --- | --- | --- |
| Slovenië             | 3   | 2 | 0 | 1 | 96 | 86  | 10  | 4   |
| Rusland              | 3   | 2 | 0 | 1 | 95 | 82  | 13  | 4   |
| Servië en Montenegro | 3   | 1 | 0 | 2 | 89 | 105 | −16 | 2   |
| Kroatië              | 3   | 1 | 0 | 2 | 82 | 89  | −7  | 2   |

| 9 december  | Rusland              | 30 – 31 | Slovenië             |
| 9 december  | Servië en Montenegro | 34 – 30 | Kroatië              |
| 11 december | Kroatië              | 22 – 26 | Rusland              |
| 11 december | Slovenië             | 36 – 26 | Servië en Montenegro |
| 12 december | Rusland              | 39 – 29 | Servië en Montenegro |
| 12 december | Slovenië             | 29 – 30 | Kroatië              |

### Groep C
De wedstrijden in deze groep vonden plaats in Békéscsaba.
| Land       | Wed | W | G | V | DV | DT |     | Ptn |
| ---------- | --- | - | - | - | -- | -- | --- | --- |
| Denemarken | 3   | 2 | 0 | 1 | 75 | 70 | 5   | 4   |
| Duitsland  | 3   | 2 | 0 | 1 | 75 | 73 | 2   | 4   |
| Roemenië   | 3   | 2 | 0 | 1 | 81 | 75 | 6   | 4   |
| Zweden     | 3   | 0 | 0 | 3 | 68 | 81 | −13 | 0   |

| 9 december  | Denemarken | 27 – 24 | Duitsland  |
| 9 december  | Roemenië   | 32 – 25 | Zweden     |
| 10 december | Zweden     | 21 – 24 | Denemarken |
| 10 december | Duitsland  | 26 – 24 | Roemenië   |
| 12 december | Denemarken | 24 – 25 | Roemenië   |
| 12 december | Duitsland  | 25 – 22 | Zweden     |

### Groep D
De wedstrijden in deze groep vonden plaats in Győr.
| Land        | Wed | W | G | V | DV | DT |     | Ptn |
| ----------- | --- | - | - | - | -- | -- | --- | --- |
| Hongarije   | 3   | 3 | 0 | 0 | 98 | 74 | 24  | 6   |
| Oostenrijk  | 3   | 2 | 0 | 1 | 91 | 84 | 7   | 4   |
| Frankrijk   | 3   | 1 | 0 | 2 | 81 | 95 | −14 | 2   |
| Wit-Rusland | 3   | 0 | 0 | 3 | 70 | 87 | −17 | 0   |

| 9 december  | Frankrijk   | 29 – 36 | Oostenrijk  |
| 9 december  | Hongarije   | 32 – 22 | Wit-Rusland |
| 10 december | Wit-Rusland | 27 – 29 | Frankrijk   |
| 10 december | Oostenrijk  | 29 – 34 | Hongarije   |
| 12 december | Frankrijk   | 23 – 32 | Hongarije   |
| 12 december | Oostenrijk  | 26 – 21 | Wit-Rusland |

## Tweede groepsfase
De onderlinge resultaten uit de eerste groepsfase telden mee in de tweede groepsfase

### Groep I
De wedstrijden in deze groep vonden plaats in Győr.
| Land                 | Wed | W | G | V | DV  | DT  |     | Ptn |
| -------------------- | --- | - | - | - | --- | --- | --- | --- |
| Noorwegen            | 5   | 5 | 0 | 0 | 158 | 115 | 43  | 10  |
| Rusland              | 5   | 3 | 0 | 2 | 148 | 133 | 15  | 6   |
| Oekraïne             | 5   | 3 | 0 | 2 | 124 | 127 | −3  | 6   |
| Spanje               | 5   | 2 | 0 | 3 | 138 | 138 | 0   | 4   |
| Slovenië             | 5   | 2 | 0 | 3 | 135 | 151 | −16 | 4   |
| Servië en Montenegro | 5   | 0 | 0 | 5 | 131 | 170 | −39 | 0   |

| 14 december | Spanje    | 32 – 29 | Servië en Montenegro |
| 14 december | Oekraïne  | 24 – 22 | Slovenië             |
| 14 december | Noorwegen | 25 – 24 | Rusland              |
| 15 december | Oekraïne  | 24 – 28 | Rusland              |
| 15 december | Spanje    | 30 – 28 | Slovenië             |
| 15 december | Noorwegen | 39 – 24 | Servië en Montenegro |
| 16 december | Spanje    | 24 – 27 | Rusland              |
| 16 december | Oekraïne  | 24 – 23 | Servië en Montenegro |
| 16 december | Noorwegen | 41 – 18 | Slovenië             |

### Groep II
De wedstrijden in deze groep vonden plaats in Debrecen.
| Land       | Wed | W | G | V | DV  | DT  |     | Ptn |
| ---------- | --- | - | - | - | --- | --- | --- | --- |
| Denemarken | 5   | 4 | 0 | 1 | 122 | 114 | 8   | 8   |
| Hongarije  | 5   | 4 | 0 | 1 | 146 | 126 | 20  | 8   |
| Duitsland  | 5   | 3 | 0 | 2 | 133 | 127 | 6   | 6   |
| Roemenië   | 5   | 3 | 0 | 2 | 137 | 134 | 3   | 6   |
| Oostenrijk | 5   | 1 | 0 | 4 | 138 | 149 | −11 | 2   |
| Frankrijk  | 5   | 0 | 0 | 5 | 124 | 150 | −26 | 0   |

| 14 december | Roemenië   | 31 – 25 | Frankrijk  |
| 14 december | Duitsland  | 25 – 26 | Hongarije  |
| 14 december | Denemarken | 25 – 22 | Oostenrijk |
| 15 december | Duitsland  | 29 – 23 | Oostenrijk |
| 15 december | Roemenië   | 25 – 31 | Hongarije  |
| 15 december | Denemarken | 22 – 20 | Frankrijk  |
| 16 december | Duitsland  | 29 – 27 | Frankrijk  |
| 16 december | Denemarken | 24 – 23 | Hongarije  |
| 16 december | Roemenië   | 32 – 28 | Oostenrijk |

## Finale ronde
De wedstrijden van de finale ronden vonden plaats in Boedapest.

### Halve finales
| 18 december | Noorwegen | 44 – 29 | Hongarije  |
| 18 december | Rusland   | 27 – 31 | Denemarken |

### 7de/8ste plaats
| 18 december | Roemenië | 37 – 28 | Spanje |

### 5de/6de plaats
| 19 december | Duitsland | 25 – 24 | Oekraïne |

### Troostfinale
| 19 december | Hongarije | 29 – 25 | Rusland |

### Finale
| 19 december | Noorwegen | 27 – 25 | Denemarken |

## Eindrangschikking
| Rang   | Team                 |
| ------ | -------------------- |
| Goud   | Noorwegen            |
| Zilver | Denemarken           |
| Brons  | Hongarije            |
| 4      | Rusland              |
| 5      | Duitsland            |
| 6      | Oekraïne             |
| 7      | Roemenië             |
| 8      | Spanje               |
| 9      | Slovenië             |
| 10     | Oostenrijk           |
| 11     | Frankrijk            |
| 12     | Servië en Montenegro |
| 13     | Kroatië              |
| 14     | Zweden               |
| 15     | Tsjechië             |
| 16     | Wit-Rusland          |

| Europees kampioen vrouwen 2004 · Noorwegen · 2e titel Selectie: Heidi Tjugum, Cecilie Leganger, Tonje Larsen, Kjersti Grini, Kjersti Beck, Katrine Lunde Haraldsen, Ragnhild Aamodt, Isabel Blanco, Karoline Dyhre Breivang, Randi Gustad, Gro Hammerseng, Vigdis Harsaker, Elisabeth Hilmo, Anette Hovind Johansen, Kari Mette Johansen, Kristine Lunde, Katja Nyberg, Linn-Kristin Riegelhuth, Gøril Snorroeggen, Else-Marthe Sørlie Lybekk en Camilla Thorsen. · Bondscoach: Marit Breivik. |

### Onderscheidingen
All-Star Team
- Keeper:  Karin Mortensen
- Rechterhoek:  Josephine Touray
- Rechteropbouw:  Grit Jurack
- Middenopbouw:  Gro Hammerseng
- Linkeropbouw:  Tanja Logvin
- Linkerhoek:  Olena Radchenko
- Cirkelloper:  Lyudmila Bodniyeva

Overige onderscheiding
- Meest waardevolle speler:  Gro Hammerseng